# Rolf Bergmark
Rolf Bergmark, född 1929, död 23 januari 2010, var en idrottsprofil i Skellefteå. Han spelade back för Skellefteå AIK Fotboll under 6 säsonger. Han var med i det lag som blev Norrlandsmästare 1958. Samma år fick laget kvala på Råsunda mot Hammarby då Skellefteå förlorade med 2–1. Laget gick därmed inte upp i högsta serien. Rolf Bergmark blev av föreningen utsedd till "stor grabb" någon gång under 1960-talet. Han spelade också bandy och ishockey i Rönnskärs IF.  Under 1960, 70- och 80-talen ägnade han sig åt kanotsporten i Skellefteå KK och lyckades vinna många medaljer.